# Sociedade agrária
Uma sociedade agrária (ou sociedade agrícola) é uma sociedade cuja economia é baseada na produção e manutenção de culturas e terras de cultivo. Outra maneira de se definir uma sociedade agrária, é observar o quanto da produção total de uma nação proveniente da agricultura. Em uma sociedade agrária, o cultivo da terra é a principal fonte de riqueza. Uma sociedade pode ter outros meios de subsistência e hábitos de trabalho, mas destaca a importância da agricultura. Sociedades agrárias existem em várias partes do mundo, desde por volta de 10.000 anos atrás e continuam a existir hoje. Eles têm sido a forma mais comum de organização socioeconômica para a maioria da história humana registrada.

## História
Sociedades agrárias foram precedidas de sociedades de caçador e coletor e de horticultura, e fizeram a transição para a sociedade industrial. A transição para a agricultura, a chamada Revolução Neolítica, ocorreu de forma independente, várias vezes. A horticultura e a agricultura como tipos de subsistência foi desenvolvida entre a espécie humana em algum momento entre 10.000 e 8.000 anos atrás, na região do Crescente Fértil no Oriente Médio. As razões para o desenvolvimento da agricultura são debatidas, mas pode ter envolvido as alterações climáticas, e o acúmulo de alimentos excedentes para trocar ou presentear. Mais certamente houve uma transição gradual de caçador-coletor para as economias agrícolas depois de um longo período de tempo, quando algumas culturas eram deliberadamente plantadas e outros alimentos foram recolhidos da natureza. Além disso, o surgimento no Crescente Fértil da agricultura ocorreu, pelo menos, de 6.800 a.C. na Ásia Oriental (arroz) e, mais tarde, na América Central e do Sul (milho e abóbora). A agricultura de pequena escala também provavelmente surgiu de forma independente no início do Neolítico contextos na Índia (arroz) e Sudeste Asiático (taro). Entretanto, a total dependência doméstica de culturas e animais não veio a acontecer até a Idade do Bronze.
A agricultura permite uma densidade populacional muito maior do que podem é possível suportar a caça e coleta, e permite a acumulação de excedentes dos produtos para poder usar no inverno ou para vender para o lucro. A capacidade dos agricultores de alimentar um grande número de pessoas cujas atividades nada tem a ver com a produção material foi o fator crucial para o aumento do excedente, de especialização, de tecnologia avançada, de estruturas sociais hierárquicas, da desigualdade e dos exércitos permanentes. Sociedades agrárias, desta forma, apoiaram o surgimento de uma complexa estrutura social.
Nas sociedades agrárias, algumas das correlações simples entre a complexidade social e meio ambiente começam a desaparecer. De um ponto de vista é que os seres humanos com esta tecnologia ter movido um grande passo em direção a controlar seus ambientes, são menos dependentes deles, e, portanto, menos correlações entre meio ambiente e tecnologia relacionadas a traços. Um ponto de vista bastante diferente é que, à medida que as sociedades se tornam maiores, e a circulação de pessoas e mercadorias mais baratas, eles incorporam uma crescente gama de variação ambiental dentro de suas fronteiras e de um sistema de comércio. Mas fatores ambientais podem ainda desempenhar um forte papel como variáveis que afetam a estrutura interna e a história de uma sociedade de formas complexas. Por exemplo, o tamanho médio dos agrária estados dependerá da facilidade de transporte, as grandes cidades tendem a ser localizados no comércio de nós, e demográfica, história de uma sociedade pode depender de doença episódios.
Até as últimas décadas, a transição para a agricultura era vista como inerentemente progressiva: as pessoas aprenderam que o plantio de sementes causado o crescimento das culturas, e este novo e melhorado fonte de alimento levou para populações maiores, sedentários, a fazenda e a cidade de vida, mais tempo de lazer e, assim, a especialização, a escrita, os avanços tecnológicos e a civilização. Agora está claro que a agricultura foi aprovado, apesar de alguns inconvenientes de que o estilo de vida. Estudos arqueológicos mostram que a saúde se deteriorou em populações que adotaram a agricultura de cereais, retornando para o pré-agrícola níveis somente nos tempos modernos. Este é, em parte, atribuível à propagação da infecção nas cidades populosas, mas é em grande parte devido a um declínio na qualidade da dieta que acompanhou intensiva de cereais de sequeiro. As pessoas em muitas partes do mundo, permaneceram caçadores-coletores até muito recentemente, que eles estavam muito conscientes da existência e métodos da agricultura, que se recusou a fazê-lo. Muitas explicações têm sido oferecidos, geralmente centrada em torno de um determinado fator que forçou a adoção da agricultura, tais como ambientais ou da pressão da população.

### No Mundo Moderno
Sociedades agrárias de transição em sociedades industriais, quando menos da metade de sua população é diretamente envolvidas na produção agrícola. Tais sociedades começaram a aparecer por causa do Comercial e a Revolução Industrial, que pode ser visto início no Mediterrâneo, a cidade-estado de 1000-1500 Como as sociedades Europeias desenvolvidas durante a Idade Média, o conhecimento clássico foi recuperada a partir espalhados fontes, e uma nova série de comercial marítimo sociedades desenvolvidas novamente na Europa. A inicial desenvolvimentos foram centradas no Norte da Itália, na cidade-estado de Veneza, Florença, Milão e Gênova. Por cerca de 1500 algumas dessas cidades-estados, provavelmente, atendidos os requisitos de ter metade das suas populações envolvidas não-agrícolas, as atividades e tornou-se sociedades comerciais. Estes pequenos estados foram altamente urbanizada, importados muita comida, e eram centros de comércio e a manufatura, um grau bastante diferente típica de sociedades agrárias.
O culminando com o desenvolvimento, ainda em andamento, foi o desenvolvimento da tecnologia industrial, a aplicação da mecânica de fontes de energia para um número cada vez maior de problemas de produção. Por cerca de 1800, a população agrícola da grã-Bretanha havia afundado para cerca de um terço do total. em meados do Século XIX, todos os países da Europa Ocidental, além de Estados Unidos da América tiveram mais da metade de suas populações em non-farm ocupações. Ainda hoje, a Revolução Industrial está longe de substituir completamente agrarianism com o industrialismo. Apenas uma minoria de pessoas que hoje vivem em sociedades industrializadas, apesar de a maioria predominantemente agrária sociedades têm um importante setor industrial.
O uso de melhoramento de culturas, de uma melhor gestão dos nutrientes do solo, e melhor controle das ervas daninhas têm aumentado o rendimento por unidade de área. Ao mesmo tempo, o uso de mecanização, o que tem diminuído trabalho de entrada. O mundo em desenvolvimento, geralmente, produz rendimentos mais baixos, com menos da mais recente ciência, o capital e a tecnologia da base de dados. Mais pessoas no mundo estão envolvidos na agricultura como sua principal atividade econômica do que em qualquer outro, mas é responsável por apenas quatro por cento do PIB mundial. O rápido aumento da mecanização no século XX, especialmente na forma do trator, reduziu a necessidade dos seres humanos de executar as tarefas mais exigentes da semeadura, colheita e debulha. Com a mecanização, essas tarefas podem ser executadas com uma velocidade e em uma escala mal que se possa imaginar antes. Esses avanços resultaram em um aumento substancial no rendimento das técnicas agrícolas que têm também traduzido em um declínio no percentual de populações em países desenvolvidos, que são necessárias para trabalhar na agricultura para alimentar o resto da população.

## Demografia
As principais consequências demográficas de tecnologia agropecuária foram simplesmente uma continuação da tendência de maior densidade populacional e maior assentamentos. O último é provavelmente mais seguro consequência de tecnologia agropecuária do que o anterior. Em princípio, pecuária competir com o homem por alimento, e em alguns ambientes, avançadas técnicas de horticultura provavelmente pode suportar mais pessoas por quilômetro quadrado do que agrário técnicas.
Além da densidade média agrárias e de tecnologia, permitida a urbanização da população, em maior medida do que foi possível em horticultura, por duas razões. Primeiro, liquidação tamanhos cresceu com tecnologia agropecuária, porque mais produtiva de agricultores libertado mais pessoas para o interior ocupações especializadas. Segundo, terrestre e marítimo, transporte melhorias feitas possível para o abastecimento de grandes cidades de mais de 1.000.000, além de habitantes, como Roma, Bagdá, e a capital Chinesa cidades. Roma, por exemplo, poderia tirar de grãos e outras matérias-primas a granel, da Sicília, África do Norte, Egito e o Sul da França para sustentar grandes populações, até mesmo pelos padrões modernos, usando o transporte marítimo no Mediterrâneo. é a produtividade por unidade de trabalho e a eficiência dos transportes melhorias de tecnologia agropecuária, que teve o maior impacto sobre a mais periférica de cultura núcleo de características de sociedades agrárias.
As populações das sociedades agrárias também historicamente tem flutuado consideravelmente em todo o subindo lentamente linha de tendência, devido à fome, epidemias de doenças e política de interrupção. Pelo menos em pontos altos, as densidades populacionais, muitas vezes, parecem ter excedido o nível em que todos pudessem estar de forma produtiva empregada em níveis atuais de tecnologia. Malthusiana deterioração, o sub-emprego e uma queda no meio rural de classe baixa urbana padrões de vida, seguiu-se.

## Organização Social
Sociedades agrárias são especialmente notáveis por sua extremos das classes sociais rígidas e mobilidade social. Como a terra é a principal fonte de riquezas, da hierarquia social se desenvolve com base em landownership e não de trabalho. O sistema de estratificação é caracterizado por três coincidindo contrastes: classe governante versus as massas urbanas versus minoria de camponeses maioria, e a minoria alfabetizada versus maioria analfabetos. Isso resulta em dois diferentes subculturas urbanas de elite versus o camponês de massas. Além disso, isso significa que as diferenças culturais dentro de sociedades agrárias e maior as diferenças entre eles.
O landowning estratos normalmente combinam governo, religiosos e instituições militares para justificar e impor a sua titularidade, de suporte e elaborar padrões de consumo, a escravidão, a servidão ou escravidão é normalmente o monte do primário produtor. Os governantes das sociedades agrárias e não gerir o seu império para o bem comum ou em nome do interesse público, mas como uma parte da propriedade que eles próprios e pode fazer com eles, por favor. sistemas de Castas, como na Índia, são muito mais típica de sociedades agrárias, onde ao longo da vida agrícola rotinas dependem de uma rígida sentido do dever e da disciplina. A ênfase, no Ocidente moderno, em liberdades pessoais e liberdades foi em grande parte uma reação ao íngremes e rígida estratificação das sociedades agrárias.

## Energia
Dentro de sociedades Agrárias a fonte primária de energia é a biomassa vegetal. Isto significa que, como caçador-coletor de sociedades, sociedades agrárias são dependentes naturais, fluxos de energia solar. Assim, sociedades agrárias são caracterizados pela sua dependência dos fluxos de energia, de baixa densidade de energia, e as limitadas possibilidades de conversão de uma forma de energia em outra. a Energia radiante do sol é principalmente pego e quimicamente fixado pela fotossíntese da planta. Em seguida, é secundariamente, convertido por animais e, finalmente, processados para uso humano. No entanto, ao contrário de caçadores-coletores, agrarianism a estratégia básica é controlar esses fluxos. Para esta finalidade, agrários sistema utiliza principalmente organismo vivo que servirá de alimento, ferramentas, material de construção. Dispositivos mecânicos, fazendo uso de vento ou água corrente também pode ser usado para converter naturais, fluxos de energia. A quantidade de energia de uma sociedade agrária para utilização é restrita, devido à baixa densidade de energia da radiação solar e a baixa eficiência da tecnologia.
A fim de aumentar a produção de uma sociedade agrária, deve aumentar a intensidade de produção ou obter mais terras para expandir. A expansão pode ter lugar por reivindicando territórios ocupados por outras comunidades, mas a expansão também pode ter lugar por alegando novos nichos ecológicos, a partir de outras espécies de seres vivos. No entanto, as sociedades ainda são limitados por uma diminuição da margem de utilidade, em que as melhores terras para a agricultura são, normalmente, já sob cultivo, forçando as pessoas a se mover em menos e menos terras aráveis.

## Agrarianismo
Agrarianismo na maioria das vezes refere-se a uma filosofia social em que os valores de sociedade agrária como superior para a sociedade industrial e salienta a superioridade de um mais simples da vida rural, em oposição à complexidade e do caos da urbanizado, industrializado e a vida. neste modo De exibição, o agricultor é idealizado como auto-suficiente e, portanto, independente, por oposição ao pago para o trabalhador que é vulnerável e alienado na sociedade moderna. Além disso, Agrarianism, geralmente, links trabalhar a terra com a moralidade e spiritualty e links de vida urbana, o capitalismo e a tecnologia, com uma perda de independência e a dignidade, estimulando a vice e a fraqueza. A comunidade agrícola, com a sua comunhão do trabalho e da cooperação, é, portanto, o modelo de sociedade.
Agrarianismo é semelhante, mas não idêntica, com a volta-para-o-terreno movimentos. Agrarianismo concentra-se no fundamental bens da terra, as comunidades mais limitado econômico e político escala do que na sociedade moderna, e na simplicidade de vida, mesmo quando esta mudança implica questionar a "progressiva" de caráter de alguns recentes da evolução social e econômica. Assim, agrarianism não é a agricultura industrial, com a sua especialização em produtos e em escala industrial.